# Giro di Toscana 1980
Il Giro di Toscana 1980, cinquantaquattresima edizione della corsa, si svolse il 19 giugno su un percorso di 215 km, con partenza e arrivo a Firenze. Fu vinto dall'italiano Nazzareno Berto della Inoxpran davanti ai suoi connazionali Giuseppe Saronni e Pierino Gavazzi.

## Ordine d'arrivo (Top 10)
| Pos. | Corridore         | Squadra              | Tempo    |
| ---- | ----------------- | -------------------- | -------- |
| 1    | Nazzareno Berto   | Inoxpran             | 5h44'00" |
| 2    | Giuseppe Saronni  | Gis Gelati           |          |
| 3    | Pierino Gavazzi   | Magniflex-Olmo       |          |
| 4    | Alfredo Chinetti  | Inoxpran             |          |
| 5    | Claudio Torelli   | Bianchi-Piaggio      |          |
| 6    | Mario Noris       | Magniflex-Olmo       |          |
| 7    | Silvano Contini   | Bianchi-Piaggio      |          |
| 8    | Aldo Parecchini   | Famcucine-Campagnolo |          |
| 9    | Knut Knudsen      | Bianchi-Piaggio      |          |
| 10   | Pasquale Pugliese | Inoxpran             |          |